# إيلاي دو أمبارو
إيلاي دو أمبارو (بالبرتغالية: Ely do Amparo) مواليد 14 مايو 1921 في البرازيل - الوفاة 09 مارس 1991 في البرازيل، كان لاعب كرة قدم برازيلي كان يلعب في مركز الدفاع. سبق له أن لعب في كأس العالم لكرة القدم مع منتخب بلاده في مونديال 1950.

## المسيرة الاحترافية

### أندية لعب لها
- نادي أمريكا (ريو دي جانيرو)
- نادي فاسكو دا غاما
- نادي سبورت ريسيفه

## روابط خارجية
- إيلاي دو أمبارو على موقع الاتحاد الدولي (مؤرشف)  (الإنجليزية)
- إيلاي دو أمبارو على موقع قاعدة بيانات كرة القدم.إي يو (الإنجليزية)
- إيلاي دو أمبارو على موقع ناشيونال فوتبول تيمز (الإنجليزية)
- إيلاي دو أمبارو على موقع Soccerway.com (الإنجليزية)
- إيلاي دو أمبارو على موقع عالم كرة القدم.نت (الإنجليزية)